# Tamba (släkte)
Tamba är ett släkte av fjärilar. Tamba ingår i familjen nattflyn.

## Bildgalleri

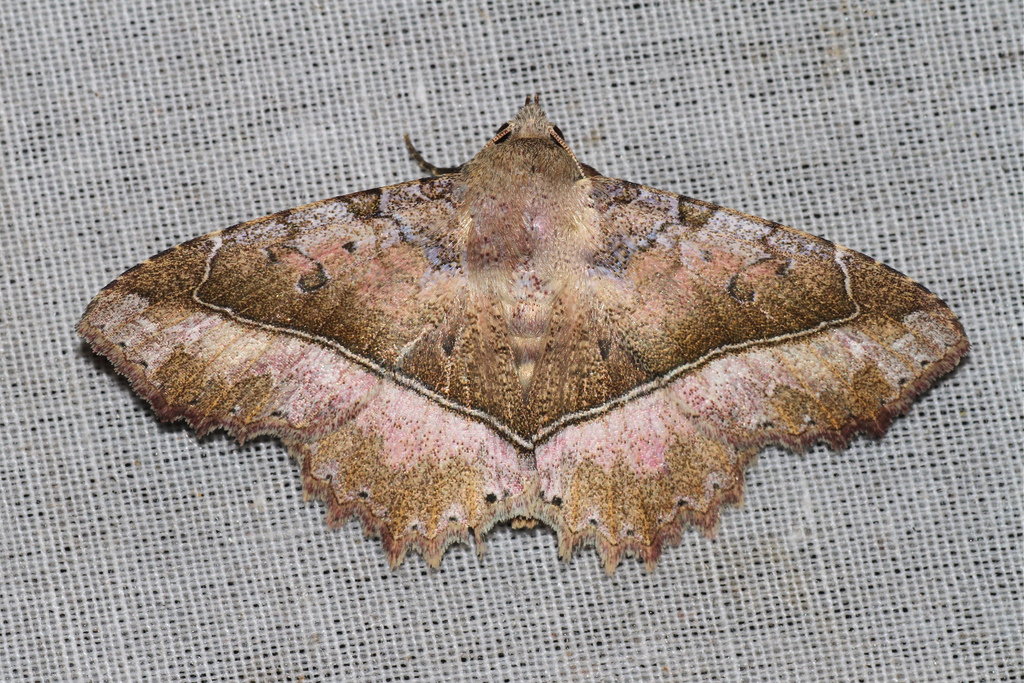

## Dottertaxa tillTamba, i alfabetisk ordning[1]
- Tamba albidalis
- Tamba andrica
- Tamba angulata
- Tamba apicata
- Tamba ardescens
- Tamba basiscripta
- Tamba capatra
- Tamba carneotincta
- Tamba carnitincta
- Tamba chloroplaga
- Tamba cinnamomea
- Tamba coeruleobasis
- Tamba corealis
- Tamba cosmoloma
- Tamba costinotata
- Tamba cyrtogramma
- Tamba decolor
- Tamba delicata
- Tamba diaphora
- Tamba dichroma
- Tamba dinawa
- Tamba elachista
- Tamba elegans
- Tamba euryodia
- Tamba flaviolata
- Tamba fulvivenis
- Tamba gensanalis
- Tamba grandis
- Tamba griseipars
- Tamba hemiionia
- Tamba hieroglyphica
- Tamba ionomera
- Tamba kebea
- Tamba lahera
- Tamba lala
- Tamba lineifera
- Tamba lorio
- Tamba magniplaga
- Tamba malayana
- Tamba meeki
- Tamba megaspila
- Tamba mindoro
- Tamba mnionomera
- Tamba multiplaga
- Tamba nigrilinea
- Tamba nigrilineata
- Tamba ochra
- Tamba ochracea
- Tamba ochreistriga
- Tamba ochrodes
- Tamba olivacea
- Tamba pallida
- Tamba palliolata
- Tamba parallela
- Tamba plumipes
- Tamba pronoa
- Tamba prunescens
- Tamba punctistigma
- Tamba reduplicalis
- Tamba rufipennis
- Tamba scopulina
- Tamba sidonalis
- Tamba sobana
- Tamba sondaicus
- Tamba splendida
- Tamba submicacea
- Tamba suffusa
- Tamba syndesma
- Tamba tephraea
- Tamba tessellata
- Tamba thermeola
- Tamba usurpatalis
- Tamba vandenberghi
- Tamba vinolia